# Hyphalion
Hyphalion is een geslacht van eenoogkreeftjes uit de familie van de Clausidiidae. 
De wetenschappelijke naam van het geslacht is voor het eerst geldig gepubliceerd in 1987 door Humes.

## Soorten
- Hyphalion captans Humes, 1987
- Hyphalion sagamiense Toda, Miura & Nemoto, 1992
- Hyphalion tertium Defaye & Toda, 1994